# Mistrzostwa Świata w Koszykówce Mężczyzn 2010/Składy
Artykuł grupuje składy wszystkich reprezentacji narodowych w koszykówce, które wystąpiły podczas Mistrzostw Świata w koszykówce mężczyzn w dniach od 28 sierpnia do 12 września 2010 roku.

## Grupa A

### Angola
Trener:  Luís Magalhães
| Nr | Pozycja    | Zawodnik           | Data ur. | Zespół             |
| -- | ---------- | ------------------ | -------- | ------------------ |
| 4  | Obrońca    | Olimpio Cipriano   | 1982     | Recreativo Libolo  |
| 5  | Obrońca    | Roberto Fortes     | 1984     | Petróleos Luanda   |
| 6  | Skrzydłowy | Carlos Morais      | 1985     | Primeiro de Agosto |
| 7  | Obrońca    | Domingos Bonifacio | 1984     | Recreativo Libolo  |
| 8  | Skrzydłowy | Leonel Paulo       | 1986     | Recreativo Libolo  |
| 9  | Obrońca    | Vladimir Ricardino | 1977     | Primeiro de Agosto |
| 10 | Center     | Joaquim Gomes      | 1980     | Primeiro de Agosto |
| 11 | Center     | Divaldo Mbunga     | 1985     | Petróleos Luanda   |
| 12 | Skrzydłowy | Felizardo Ambrosio | 1987     | Primeiro de Agosto |
| 13 | Skrzydłowy | Carlos Almeida     | 1976     | Primeiro de Agosto |
| 14 | Obrońca    | Miguel Lutonda     | 1971     | Primeiro de Agosto |
| 15 | Center     | Eduardo Mingas     | 1979     | Primeiro de Agosto |

### Argentyna
Trener:  Sergio Hernández
| Nr | Pozycja    | Zawodnik             | Data ur. | Zespół                     |
| -- | ---------- | -------------------- | -------- | -------------------------- |
| 4  | Skrzydłowy | Luis Scola           | 1980     | Houston Rockets            |
| 5  | Obrońca    | Pablo Prigioni       | 1977     | Real Madryt                |
| 6  | Center     | Román González       | 1978     | Asociación Atlética Quimsa |
| 7  | Center     | Fabricio Oberto      | 1975     | Washington Wizards         |
| 8  | Center     | Juan Pedro Gutiérrez | 1983     | Obras Sanitarias           |
| 9  | Obrońca    | Luis Cequeira        | 1985     | Obras Sanitarias           |
| 10 | Obrońca    | Carlos Delfino       | 1982     | Milwaukee Bucks            |
| 11 | Obrońca    | Paolo Quinteros      | 1979     | CAI Zaragoza               |
| 12 | Skrzydłowy | Leo Gutiérrez        | 1978     | Peñarol Mar del Plata      |
| 13 | Skrzydłowy | Marcos Mata          | 1986     | Peñarol Mar del Plata      |
| 14 | Obrońca    | Hernán Jasen         | 1978     | Asefa Estudiantes          |
| 15 | Skrzydłowy | Federico Kammerichs  | 1980     | Regatas                    |

### Australia
Trener:  Brett Brown
| Nr | Pozycja    | Zawodnik         | Data ur. | Zespół                 |
| -- | ---------- | ---------------- | -------- | ---------------------- |
| 4  | Obrońca    | Damian Martin    | 1984     | Perth Wildcats         |
| 5  | Obrońca    | Patrick Mills    | 1988     | Portland Trail Blazers |
| 6  | Obrońca    | Adam Gibson      | 1986     | Gold Coast Blaze       |
| 7  | Skrzydłowy | Joe Ingles       | 1987     | CB Granada             |
| 8  | Obrońca    | Brad Newley      | 1985     | Lietuvos Rytas         |
| 9  | Obrońca    | Steven Marković  | 1985     | Red Star Belgrade      |
| 10 | Skrzydłowy | David Barlow     | 1983     | CAI Zaragoza           |
| 11 | Skrzydłowy | Mark Worthington | 1983     | Brose Baskets          |
| 12 | Center     | Aron Baynes      | 1986     | EWE Baskets            |
| 13 | Skrzydłowy | David Andersen   | 1980     | Toronto Raptors        |
| 14 | Skrzydłowy | Matt Nielsen     | 1978     | Olympiacos             |
| 15 | Center     | Aleks Marić      | 1984     | Panathinaikos          |

### Niemcy
Trener:  Dirk Bauermann
| Nr | Pozycja    | Zawodnik               | Data ur. | Zespół                |
| -- | ---------- | ---------------------- | -------- | --------------------- |
| 4  | Obrońca    | Lucca Staiger          | 1988     | ALBA Berlin           |
| 5  | Obrońca    | Heiko Schaffartzik     | 1984     | Türk Telekom B.K.     |
| 6  | Obrońca    | Per Günther            | 1988     | Ratiopharm Ulm        |
| 7  | Center     | Tibor Pleiß            | 1989     | Brose Baskets         |
| 8  | Center     | Christopher McNaughton | 1982     | EWE Baskets Oldenburg |
| 9  | Obrońca    | Steffen Hamann         | 1981     | Bayern Monachium      |
| 10 | Obrońca    | Demond Greene          | 1979     | Bayern Monachium      |
| 11 | Center     | Tim Ohlbrecht          | 1988     | Telekom Baskets Bonn  |
| 12 | Skrzydłowy | Elias Harris           | 1989     | Gonzaga University    |
| 13 | Skrzydłowy | Philipp Schwethelm     | 1989     | Eisbären Bremerhaven  |
| 14 | Skrzydłowy | Robin Benzing          | 1989     | Ratiopharm Ulm        |
| 15 | Skrzydłowy | Jan-Hendrik Jagla      | 1981     | Asseco Prokom Gdynia  |

### Jordania
Trener:  Mário Palma
| Nr | Pozycja    | Zawodnik                | Data ur. | Zespół                     |
| -- | ---------- | ----------------------- | -------- | -------------------------- |
| 4  | Obrońca    | Fadel Al-Najjar         | 1985     | Zain                       |
| 5  | Obrońca    | Rasheim Wright          | 1981     | Zain                       |
| 6  | Obrońca    | Zaid Abbas              | 1983     | Applied Science University |
| 7  | Obrońca    | Mousa Al-Awadi          | 1985     | Zain                       |
| 8  | Skrzydłowy | Mohammad Hamdan         | 1984     | Applied Science University |
| 9  | Skrzydłowy | Enver Soobzokov         | 1978     | Zain                       |
| 10 | Obrońca    | Sam Daghlas             | 1979     | Zain                       |
| 11 | Obrońca    | Wesam Al-Sous           | 1983     | Applied Science University |
| 12 | Center     | Ali Jamal Zaghab        | 1988     | Ryadi                      |
| 13 | Center     | Zaid Al-Khas            | 1976     | Zain                       |
| 14 | Center     | Mohammad Shaher Hussein | 1990     | Zain                       |
| 15 | Center     | Ayman Adais             | 1978     | Zain                       |

### Serbia
Trener:  Dušan Ivković
| Nr | Pozycja    | Zawodnik          | Data ur. | Zespół                     |
| -- | ---------- | ----------------- | -------- | -------------------------- |
| 4  | Obrońca    | Miloš Teodosić    | 1987     | Olympiacos                 |
| 5  | Obrońca    | Milenko Tepić     | 1987     | Panathinaikos              |
| 6  | Obrońca    | Aleksandar Rašić  | 1984     | Partizan Belgrade          |
| 7  | Obrońca    | Ivan Paunić       | 1987     | Aris Saloniki              |
| 8  | Skrzydłowy | Nemanja Bjelica   | 1988     | Caja Laboral               |
| 9  | Obrońca    | Stefan Marković   | 1988     | Benetton Treviso           |
| 10 | Skrzydłowy | Duško Savanović   | 1983     | Power Electronics Walencja |
| 11 | Skrzydłowy | Marko Kešelj      | 1988     | Olympiacos                 |
| 12 | Center     | Nenad Krstić      | 1983     | Oklahoma City Thunder      |
| 13 | Center     | Kosta Perović     | 1985     | FC Barcelona               |
| 14 | Skrzydłowy | Novica Veličković | 1986     | Real Madryt                |
| 15 | Skrzydłowy | Milan Mačvan      | 1989     | KK Hemofarm                |

## Grupa B

### Brazylia
Trener:  Rubén Magnano
| Nr | Pozycja    | Zawodnik             | Data ur. | Zespół               |
| -- | ---------- | -------------------- | -------- | -------------------- |
| 4  | Skrzydłowy | Marcelo Machado      | 1975     | Flamengo             |
| 5  | Obrońca    | Nezinho dos Santos   | 1985     | Universo de Brasília |
| 6  | Center     | Murilo Becker        | 1984     | São José             |
| 7  | Obrońca    | Raul Togni Neto      | 1992     | Minas                |
| 8  | Skrzydłowy | Alex Garcia          | 1980     | Universo de Brasília |
| 9  | Obrońca    | Marcelo Huertas      | 1983     | Caja Laboral         |
| 10 | Obrońca    | Leandro Barbosa      | 1982     | Toronto Raptors      |
| 11 | Skrzydłowy | Anderson Varejão     | 1982     | Cleveland Cavaliers  |
| 12 | Skrzydłowy | Guilherme Giovannoni | 1980     | Universo de Brasília |
| 13 | Center     | João Paulo Batista   | 1981     | Le Mans              |
| 14 | Skrzydłowy | Marquinhos           | 1984     | EC Pinheiros         |
| 15 | Center     | Tiago Splitter       | 1985     | San Antonio Spurs    |

### Chorwacja
Trener:  Josip Vranković
| Nr | Pozycja    | Zawodnik         | Data ur. | Zespół                 |
| -- | ---------- | ---------------- | -------- | ---------------------- |
| 4  | Obrońca    | Roko Ukić        | 1984     | Fenerbahçe Ülker       |
| 5  | Obrońca    | Davor Kus        | 1978     | Bez klubu              |
| 6  | Obrońca    | Marko Popović    | 1982     | Uniks Kazań            |
| 7  | Skrzydłowy | Bojan Bogdanović | 1989     | KK Cibona              |
| 8  | Obrońca    | Rok Stipčević    | 1986     | KK Cibona              |
| 9  | Skrzydłowy | Marko Tomas      | 1985     | Fenerbahçe Ülker       |
| 10 | Obrońca    | Zoran Planinić   | 1982     | Chimki Moskwa          |
| 11 | Center     | Ante Tomić       | 1987     | Real Madryt            |
| 12 | Center     | Krešimir Lončar  | 1983     | Chimki Moskwa          |
| 13 | Skrzydłowy | Marko Banić      | 1984     | Bizkaia Bilbao Basket  |
| 14 | Center     | Luka Žorić       | 1984     | KK Zagreb              |
| 15 | Center     | Lukša Andrić     | 1985     | Galatasaray Café Crown |

### Iran
Trener:  Veselin Matić
| Nr | Pozycja    | Zawodnik             | Data ur. | Zespół                 |
| -- | ---------- | -------------------- | -------- | ---------------------- |
| 4  | Center     | Mousa Nabipour       | 1983     | Azad University Tehran |
| 5  | Obrońca    | Aren Davoudi         | 1986     | Zob Ahan Isfahan       |
| 6  | Obrońca    | Javad Davari         | 1983     | Petrochimi Bandar Imam |
| 7  | Obrońca    | Mehdi Kamrani        | 1982     | Mahram Tehran          |
| 8  | Obrońca    | Saman Veisi          | 1982     | Shahrdari Gorgan       |
| 9  | Obrońca    | Iman Zandi           | 1981     | Louleh a.s Bond Shiraz |
| 10 | Skrzydłowy | Mohammad Hassanzadeh | 1990     | Saba Mehr Qazvin       |
| 11 | Skrzydłowy | Oshin Sahakian       | 1986     | Zob Ahan Isfahan       |
| 12 | Skrzydłowy | Arsalan Kazemi       | 1990     | Rice University        |
| 13 | Center     | Asghar Kardoust      | 1986     | Azad University Tehran |
| 14 | Obrońca    | Saeid Davarpanah     | 1987     | Petrochimi Bandar Imam |
| 15 | Center     | Hamed Haddadi        | 1985     | Memphis Grizzlies      |

### Słowenia
Trener:  Memi Bečirovič
| Nr | Pozycja    | Zawodnik        | Data ur. | Zespół                |
| -- | ---------- | --------------- | -------- | --------------------- |
| 4  | Skrzydłowy | Uroš Slokar     | 1983     | Montepaschi Siena     |
| 5  | Obrońca    | Jaka Lakovič    | 1978     | FC Barcelona          |
| 6  | Obrońca    | Samo Udrih      | 1979     | Cibona                |
| 7  | Obrońca    | Sani Bečirovič  | 1981     | Armani Jeans Mediolan |
| 8  | Obrońca    | Jaka Klobučar   | 1987     | Partizan Belgrade     |
| 9  | Skrzydłowy | Hasan Rizvić    | 1984     | Union Olimpija        |
| 10 | Skrzydłowy | Boštjan Nachbar | 1980     | Efes Pilsen           |
| 11 | Obrońca    | Goran Dragić    | 1986     | Phoenix Suns          |
| 12 | Skrzydłowy | Goran Jagodnik  | 1974     | Hemofarm              |
| 13 | Center     | Miha Zupan      | 1982     | Trikala               |
| 14 | Center     | Gašper Vidmar   | 1987     | Fenerbahçe Ülker      |
| 15 | Center     | Primož Brezec   | 1979     | Milwaukee Bucks       |

### Tunezja
Trener:  Adel Tlatli
| Nr | Pozycja    | Zawodnik            | Data ur. | Zespół                |
| -- | ---------- | ------------------- | -------- | --------------------- |
| 4  | Skrzydłowy | Radhouane Slimane   | 1980     | An Nasr               |
| 5  | Obrońca    | Marouan Laghnej     | 1986     | JS Kairouan           |
| 6  | Obrońca    | Nizar Knioua        | 1983     | Stade Nabeulien       |
| 7  | Skrzydłowy | Naim Dhifallah      | 1982     | Club Africain         |
| 8  | Obrońca    | Marouan Kechrid     | 1981     | Amel Sportif Esaouira |
| 9  | Skrzydłowy | Mohamed Hdidane     | 1986     | Stade Nabeulien       |
| 10 | Skrzydłowy | Atef Maoua          | 1981     | CD Huelva Baloncesto  |
| 11 | Center     | Mokhtar Ghyaza      | 1986     | ES Rades              |
| 12 | Skrzydłowy | Makrem Ben Romdhane | 1989     | ÉS Sahel              |
| 13 | Obrońca    | Amine Rzig          | 1980     | Stade Nabeulien       |
| 14 | Center     | Hamdi Braa          | 1986     | ÉS Sahel              |
| 15 | Center     | Salah Mejri         | 1986     | ÉS Sahel              |

### USA
Trener:  Mike Krzyzewski
| Nr | Pozycja    | Zawodnik          | Data ur. | Zespół                 |
| -- | ---------- | ----------------- | -------- | ---------------------- |
| 4  | Obrońca    | Chauncey Billups  | 1976     | Denver Nuggets         |
| 5  | Skrzydłowy | Kevin Durant      | 1988     | Oklahoma City Thunder  |
| 6  | Obrońca    | Derrick Rose      | 1988     | Chicago Bulls          |
| 7  | Obrońca    | Russell Westbrook | 1988     | Oklahoma City Thunder  |
| 8  | Skrzydłowy | Rudy Gay          | 1986     | Memphis Grizzlies      |
| 9  | Obrońca    | Andre Iguodala    | 1984     | Philadelphia 76ers     |
| 10 | Skrzydłowy | Danny Granger     | 1983     | Indiana Pacers         |
| 11 | Obrońca    | Stephen Curry     | 1988     | Golden State Warriors  |
| 12 | Obrońca    | Eric Gordon       | 1988     | Los Angeles Clippers   |
| 13 | Skrzydłowy | Kevin Love        | 1988     | Minnesota Timberwolves |
| 14 | Skrzydłowy | Lamar Odom        | 1979     | Los Angeles Lakers     |
| 15 | Center     | Tyson Chandler    | 1982     | Dallas Mavericks       |

## Grupa C

### Chiny
Trener:  Bob Donewald
| Nr | Pozycja    | Zawodnik     | Data ur. | Zespół                    |
| -- | ---------- | ------------ | -------- | ------------------------- |
| 4  | Skrzydłowy | Ding Jinhui  | 1990     | Zhejiang Whirlwinds       |
| 5  | Obrońca    | Liu Wei      | 1980     | Shanghai Sharks           |
| 6  | Obrońca    | Yu Shulong   | 1990     | Jilin Northeast Tigers    |
| 7  | Obrońca    | Wang Shipeng | 1983     | Guangdong Southern Tigers |
| 8  | Obrońca    | Jin Lipeng   | 1978     | Zhejiang Whirlwinds       |
| 9  | Obrońca    | Sun Yue      | 1985     | Beijing Olympians         |
| 10 | Center     | Zhang Zhaoxu | 1987     | University of California  |
| 11 | Center     | Yi Jianlian  | 1987     | Washington Wizards        |
| 12 | Obrońca    | Guo Ailun    | 1993     | Liaoning Dinosaurs        |
| 13 | Center     | Su Wei       | 1989     | Guangdong Southern Tigers |
| 14 | Center     | Wang Zhizhi  | 1977     | Bayi Rockets              |
| 15 | Skrzydłowy | Zhou Peng    | 1989     | Guangdong Southern Tigers |

### Wybrzeże Kości Słoniowej
Trener:  Randoald Dessarzin
| Nr | Pozycja    | Zawodnik             | Data ur. | Zespół                                   |
| -- | ---------- | -------------------- | -------- | ---------------------------------------- |
| 4  | Skrzydłowy | Charles Abouo        | 1989     | Brigham Young University                 |
| 5  | Obrońca    | Mouloukou Diabate    | 1987     | Dijon                                    |
| 6  | Skrzydłowy | Issife Soumahoro     | 1988     | Strasbourg Illkirch Graffenstaden Basket |
| 7  | Obrońca    | Pape-Philippe Amagou | 1985     | Kavala                                   |
| 8  | Obrońca    | Kinidinnin Konate    | 1980     | Abidjan                                  |
| 9  | Skrzydłowy | Mamadou Lamizana     | 1981     | Al-Riyadi                                |
| 10 | Skrzydłowy | Ismaël N'Diaye       | 1982     | Lausanne                                 |
| 11 | Skrzydłowy | Brice Assie          | 1983     | San Martin Corrientes                    |
| 12 | Skrzydłowy | Jonathan Kale        | 1985     | Phoenix Hagen                            |
| 13 | Skrzydłowy | Didier Tape          | 1981     | Rodez-Aveyron                            |
| 14 | Obrońca    | Guy Edi              | 1988     | Midlands College                         |
| 15 | Center     | Mohamed Kone         | 1981     | Lagun Aro GBC                            |

### Grecja
Trener:  Jonas Kazlauskas
| Nr | Pozycja    | Zawodnik               | Data ur. | Zespół            |
| -- | ---------- | ---------------------- | -------- | ----------------- |
| 4  | Center     | Ian Vougioukas         | 1985     | Panathinaikos     |
| 5  | Center     | Ioannis Bourousis      | 1983     | Olympiacos        |
| 6  | Obrońca    | Nikolaos Zisis         | 1983     | Montepaschi Siena |
| 7  | Obrońca    | Vassilis Spanoulis     | 1982     | Olympiacos        |
| 8  | Obrońca    | Nick Calathes          | 1989     | Panathinaikos     |
| 9  | Skrzydłowy | Antonis Fotsis         | 1981     | Panathinaikos     |
| 10 | Skrzydłowy | Georgios Printezis     | 1985     | Unicaja           |
| 11 | Skrzydłowy | Stratos Perperoglou    | 1984     | Panathinaikos     |
| 12 | Skrzydłowy | Kostas Tsartsaris      | 1979     | Panathinaikos     |
| 13 | Obrońca    | Dimitris Diamantidis   | 1980     | Panathinaikos     |
| 14 | Skrzydłowy | Kostas Kaimakoglou     | 1983     | Panathinaikos     |
| 15 | Center     | Sofoklis Schortsanitis | 1985     | Maccabi Tel Awiw  |

### Portoryko
Trener:  Manolo Cintrón
| Nr | Pozycja    | Zawodnik              | Data ur. | Zespół                  |
| -- | ---------- | --------------------- | -------- | ----------------------- |
| 4  | Center     | Peter John Ramos      | 1985     | Fujian SBS Xunxing      |
| 5  | Obrońca    | José Juan Barea       | 1984     | Dallas Mavericks        |
| 6  | Obrońca    | Filiberto Rivera      | 1982     | Gallitos de Isabela     |
| 7  | Obrońca    | Carlos Arroyo         | 1979     | Miami Heat              |
| 8  | Skrzydłowy | Ángel Daniel Vassallo | 1986     | ASVEL Lyon-Villeurbanne |
| 9  | Obrońca    | Huillermo Diaz        | 1985     | Pepsi Caserta           |
| 10 | Obrońca    | David Huertas         | 1987     | Piratas de Quebradillas |
| 11 | Skrzydłowy | Ricky Sánchez         | 1987     | Cangrejeros de Santurce |
| 12 | Skrzydłowy | Nathan Peavy          | 1985     | Artland Dragons         |
| 13 | Skrzydłowy | Renaldo Balkman       | 1984     | Denver Nuggets          |
| 14 | Skrzydłowy | Carmelo Lee           | 1977     | Vaqueros de Bayamón     |
| 15 | Center     | Daniel Santiago       | 1976     | Efes Pilsen             |

### Rosja
Trener:  David Blatt
| Nr | Pozycja    | Zawodnik             | Data ur. | Zespół                   |
| -- | ---------- | -------------------- | -------- | ------------------------ |
| 4  | Skrzydłowy | Andriej Woroncewicz  | 1987     | CSKA Moskwa              |
| 5  | Obrońca    | Jewgienij Kolesnikow | 1985     | Spartak Sankt Petersburg |
| 6  | Obrońca    | Siergiej Bykow       | 1983     | CSKA Moskwa              |
| 7  | Obrońca    | Witalij Fridzon      | 1985     | Chimki Moskwa            |
| 8  | Center     | Aleksandr Kaun       | 1985     | CSKA Moskwa              |
| 9  | Skrzydłowy | Aleksiej Żukanienko  | 1986     | Dinamo Moskwa            |
| 10 | Skrzydłowy | Wiktor Chriapa       | 1982     | CSKA Moskwa              |
| 11 | Obrońca    | Anton Ponkraszow     | 1986     | Spartak Sankt Petersburg |
| 12 | Skrzydłowy | Siergiej Monia       | 1983     | Dinamo Moskwa            |
| 13 | Obrońca    | Dmitrij Chwostow     | 1985     | Dinamo Moskwa            |
| 14 | Obrońca    | Jewgienij Woronow    | 1986     | Krasnyje Krylja Samara   |
| 15 | Center     | Timofiej Mozgow      | 1986     | New York Knicks          |

### Turcja
Trener:  Bogdan Tanjević
| Nr | Pozycja    | Zawodnik         | Data ur. | Zespół           |
| -- | ---------- | ---------------- | -------- | ---------------- |
| 4  | Obrońca    | Cenk Akyol       | 1987     | Efes Pilsen      |
| 5  | Obrońca    | Sinan Güler      | 1983     | Efes Pilsen      |
| 6  | Obrońca    | Barış Ermiş      | 1985     | Banvitspor       |
| 7  | Obrońca    | Ömer Onan        | 1978     | Fenerbahçe Ülker |
| 8  | Skrzydłowy | Ersan İlyasova   | 1987     | Milwaukee Bucks  |
| 9  | Center     | Semih Erden      | 1986     | Boston Celtics   |
| 10 | Obrońca    | Kerem Tunçeri    | 1979     | Efes Pilsen      |
| 11 | Center     | Oğuz Savaş       | 1987     | Fenerbahçe Ülker |
| 12 | Skrzydłowy | Kerem Gönlüm     | 1977     | Efes Pilsen      |
| 13 | Obrońca    | Ender Arslan     | 1983     | Efes Pilsen      |
| 14 | Center     | Ömer Aşık        | 1986     | Chicago Bulls    |
| 15 | Skrzydłowy | Hidayet Türkoğlu | 1979     | Phoenix Suns     |

## Grupa D

### Kanada
Trener:  Leo Rautins
| Nr | Pozycja    | Zawodnik          | Data ur. | Zespół                     |
| -- | ---------- | ----------------- | -------- | -------------------------- |
| 4  | Obrońca    | Jermaine Anderson | 1983     | Triumf Lubiercy            |
| 5  | Skrzydłowy | Kelly Olynyk      | 1991     | Gonzaga University         |
| 6  | Obrońca    | Ryan Bell         | 1984     | Espoon Honka               |
| 7  | Skrzydłowy | Jermaine Bucknor  | 1983     | Stade Clermontois          |
| 8  | Obrońca    | Denham Brown      | 1983     | Barangay Ginebra Kings     |
| 9  | Skrzydłowy | Olu Famutimi      | 1984     | Oyak Renault               |
| 10 | Obrońca    | Andy Rautins      | 1986     | New York Knicks            |
| 11 | Skrzydłowy | Aaron Doornekamp  | 1985     | Pepsi Caserta              |
| 12 | Center     | Robert Sacre      | 1989     | Gonzaga University         |
| 13 | Skrzydłowy | Jevohn Shepherd   | 1986     | GiroLive Ballers Osnabrück |
| 14 | Skrzydłowy | Levon Kendall     | 1984     | Maroussi                   |
| 15 | Center     | Joel Anthony      | 1982     | Miami Heat                 |

### Francja
Trener:  Vincent Collet
| Nr | Pozycja    | Zawodnik         | Data ur. | Zespół                     |
| -- | ---------- | ---------------- | -------- | -------------------------- |
| 4  | Obrońca    | Andrew Albicy    | 1990     | Paris-Levallois Basket     |
| 5  | Skrzydłowy | Nicolas Batum    | 1988     | Portland Trail Blazers     |
| 6  | Obrońca    | Fabien Causeur   | 1987     | Cholet                     |
| 7  | Skrzydłowy | Alain Koffi      | 1983     | Le Mans                    |
| 8  | Center     | Ian Mahinmi      | 1986     | Dallas Mavericks           |
| 9  | Obrońca    | Edwin Jackson    | 1989     | Rouen                      |
| 10 | Obrońca    | Yannick Bokolo   | 1985     | Gravelines                 |
| 11 | Skrzydłowy | Florent Piétrus  | 1981     | Power Electronics Walencja |
| 12 | Obrońca    | Nando de Colo    | 1987     | Power Electronics Walencja |
| 13 | Skrzydłowy | Boris Diaw       | 1982     | Charlotte Bobcats          |
| 14 | Skrzydłowy | Mickaël Gelabale | 1983     | Cholet                     |
| 15 | Skrzydłowy | Ali Traore       | 1985     | Lottomatica Rzym           |

### Liban
Trener:  Tab Baldwin
| Nr | Pozycja    | Zawodnik        | Data ur. | Zespół                             |
| -- | ---------- | --------------- | -------- | ---------------------------------- |
| 4  | Obrońca    | Jean Abdel-Nour | 1983     | Al-Riyadi                          |
| 5  | Center     | Jackson Vroman  | 1981     | Mahram Tehran                      |
| 6  | Obrońca    | Ali Mahmoud     | 1983     | Al-Riyadi                          |
| 7  | Obrońca    | Rony Fahed      | 1981     | Tianjin Ronggang                   |
| 8  | Skrzydłowy | Elie Rustom     | 1987     | Al-Mouttahed                       |
| 9  | Obrońca    | Elie Estephane  | 1986     | Champville                         |
| 10 | Center     | Ali Kanaan      | 1985     | University of Massachusetts–Lowell |
| 11 | Obrońca    | Rodrigue Akl    | 1985     | Al-Riyadi                          |
| 12 | Skrzydłowy | Ali Fakhredine  | 1983     | Al-Riyadi                          |
| 13 | Skrzydłowy | Matt Freije     | 1981     | Mets de Guaynabo                   |
| 14 | Obrońca    | Ghaleb Rida     | 1981     | Champville                         |
| 15 | Skrzydłowy | Fadi El Khatib  | 1979     | Champville                         |

### Litwa
Trener:  Kęstutis Kemzūra
| Nr | Pozycja    | Zawodnik                 | Data ur. | Zespół                     |
| -- | ---------- | ------------------------ | -------- | -------------------------- |
| 4  | Obrońca    | Renaldas Seibutis        | 1985     | Bizkaia Bilbao Basket      |
| 5  | Obrońca    | Mantas Kalnietis         | 1986     | Žalgiris                   |
| 6  | Skrzydłowy | Jonas Mačiulis           | 1985     | AJ Milano                  |
| 7  | Obrońca    | Martynas Pocius          | 1986     | Žalgiris                   |
| 8  | Obrońca    | Martynas Gecevičius      | 1988     | Lietuvos Rytas             |
| 9  | Obrońca    | Tomas Delininkaitis      | 1981     | PAOK Saloniki              |
| 10 | Skrzydłowy | Simas Jasaitis           | 1982     | Galatasaray Café Crown     |
| 11 | Skrzydłowy | Linas Kleiza             | 1985     | Toronto Raptors            |
| 12 | Skrzydłowy | Tadas Klimavičius        | 1982     | Žalgiris                   |
| 13 | Skrzydłowy | Paulius Jankūnas         | 1984     | Žalgiris                   |
| 14 | Center     | Martynas Andriuškevičius | 1986     | Meridiano Alicante         |
| 15 | Center     | Robertas Javtokas        | 1980     | Power Electronics Walencja |

### Nowa Zelandia
Trener:  Nenad Vučinić
| Nr | Pozycja    | Zawodnik           | Data ur. | Zespół               |
| -- | ---------- | ------------------ | -------- | -------------------- |
| 4  | Obrońca    | Lindsay Tait       | 1982     | Wellington Saints    |
| 5  | Obrońca    | Michael Fitchett   | 1982     | Nelson Giants        |
| 6  | Obrońca    | Kirk Penney        | 1980     | New Zealand Breakers |
| 7  | Skrzydłowy | Mika Vukona        | 1982     | New Zealand Breakers |
| 8  | Skrzydłowy | Phill Jones        | 1974     | Cairns Taipans       |
| 9  | Obrońca    | Jeremy Kench       | 1984     | Christchurch Cougars |
| 10 | Skrzydłowy | Benny Anthony      | 1988     | New Zealand Breakers |
| 11 | Skrzydłowy | Pero Cameron       | 1974     | Wellington Saints    |
| 12 | Skrzydłowy | Thomas Abercrombie | 1987     | New Zealand Breakers |
| 13 | Skrzydłowy | Casey Frank        | 1977     | Wellington Saints    |
| 14 | Skrzydłowy | Craig Bradshaw     | 1983     | VEF Riga             |
| 15 | Center     | Alex Pledger       | 1987     | New Zealand Breakers |

### Hiszpania
Trener:  Sergio Scariolo
| Nr | Pozycja    | Zawodnik              | Data ur. | Zespół                     |
| -- | ---------- | --------------------- | -------- | -------------------------- |
| 4  | Skrzydłowy | Fernando San Emeterio | 1984     | Caja Laboral               |
| 5  | Obrońca    | Rudy Fernández        | 1985     | Portland Trail Blazers     |
| 6  | Obrońca    | Ricky Rubio           | 1990     | FC Barcelona               |
| 7  | Obrońca    | Juan Carlos Navarro   | 1980     | FC Barcelona               |
| 8  | Obrońca    | Raül López            | 1980     | Chimki Moskwa              |
| 9  | Skrzydłowy | Felipe Reyes          | 1980     | Real Madryt                |
| 10 | Skrzydłowy | Víctor Claver         | 1988     | Power Electronics Walencja |
| 11 | Center     | Fran Vázquez          | 1983     | FC Barcelona               |
| 12 | Obrońca    | Sergio Llull          | 1987     | Real Madryt                |
| 13 | Center     | Marc Gasol            | 1985     | Memphis Grizzlies          |
| 14 | Skrzydłowy | Alex Mumbrú           | 1979     | Bizkaia Bilbao Basket      |
| 15 | Skrzydłowy | Jorge Garbajosa       | 1977     | Real Madryt                |